# Petar Bakula
Petar Bakula (Batin, 24. svibnja 1816. – Mostar, 2. listopada 1873.) bio je hrvatski katolički svećenik iz reda franjevaca, prosvjetitelj, liječnik i pisac.

## Životopis
Osnovnu i srednju školu završio je kod franjevaca u Kreševu. U Franjevački red je ušao 1833., a za svećenika je zaređen 1839. godine. Studij filozofije i teologije završio je u talijanskom gradu Lucca. Tamo je pohađao i tečaj medicine te predavao filozofiju i teologiju. Bio je pristaša risorgimenta te je zbog svog djela Osservazioni filosofico-critiche sulla moda e lusso del giorno ossia franco-italica morao napustiti Italiju.
U Hercegovinu je bio odgojitelj franjevačkog podmlatka u Čerigaju (1846.–1848.), župnik u Grabovici (1848.), Gradnićima (1849.–1855.), Širokom Brijegu (1855.–1859.) i Ružićima (1859.). Zatim je službovao kao profesor filozofije u Širokom Brijegu (1860.–1864.), a zatim do kraja života generalni vikar biskupa Anđela Kraljevića te upravitelj katoličkih škola u Mostaru.
Kao izaslanik biskupa Rafe Barišića dobio je 1852. od Svete Stolice odobrenje za osnivanje kustodija hercegovačkih franjevaca u Mostaru. Kao franjevački poslanik je 1869. pohodio turskog sultana u Carigradu. Zaslužan je za osnutak prve mostarske tiskare (1871.). Također se bavio liječništvom te je bio kućni liječnik Ali-paše Rizvanbegovića.

## Djela
- „Cenno storico sulla Provincia di Bosnia” (Lucca, 1846.)
- „Breve compendio sacro-istorim sulle vicende della regolare-missionaria custodia e vicariato apostolico di Erzegovina” (Dubrovnik, 1853., 1865.²)
- „Pisma sveto-izkazana od Erzegovačke redovničke čuvodržave” (Dubrovnik, 1853.)
- „I martirii nella missione francescana osservante in Erzegovina” (Rim, 1862.)
- „Hercegovina za devetnaest godinah vezirovanja Hali-pašina, spievao jedan Hercegovac” (Beč, 1863.)
- „Pravo mudroznanje za svakog čovika” (Split, 1867., 1869.²)
- „Schematismus topografico-historicus custodiae provincialis et vicariatus apostolici in Hercegovina” (Split, 1867.; Mostar, 1873.)
- „Politika za svakog čovika” (Split, 1869.)
- „Pribogoljubna bavtjenja za slišati svetu misu” (Split, 1869.)
- „Četiri dila godine” (Split, 1871.)
- „Prodanje i život Jozipa patrijarke” (Split, 1871.)
- „O francuskom i pruskom ratu god. 1870–71” (Dubrovnik, 1873., 1890.²)
- „Pjesme” (Dubrovnik, 1890.)[1]

### Članci
- Mihanović, Nedjeljko; Nikić, Andrija. 1983. Badrov, Bonifac. Hrvatski biografski leksikon. Zagreb.  journal zahtijeva |journal= (pomoć)